# Dallas-Fort Worth Metroplex

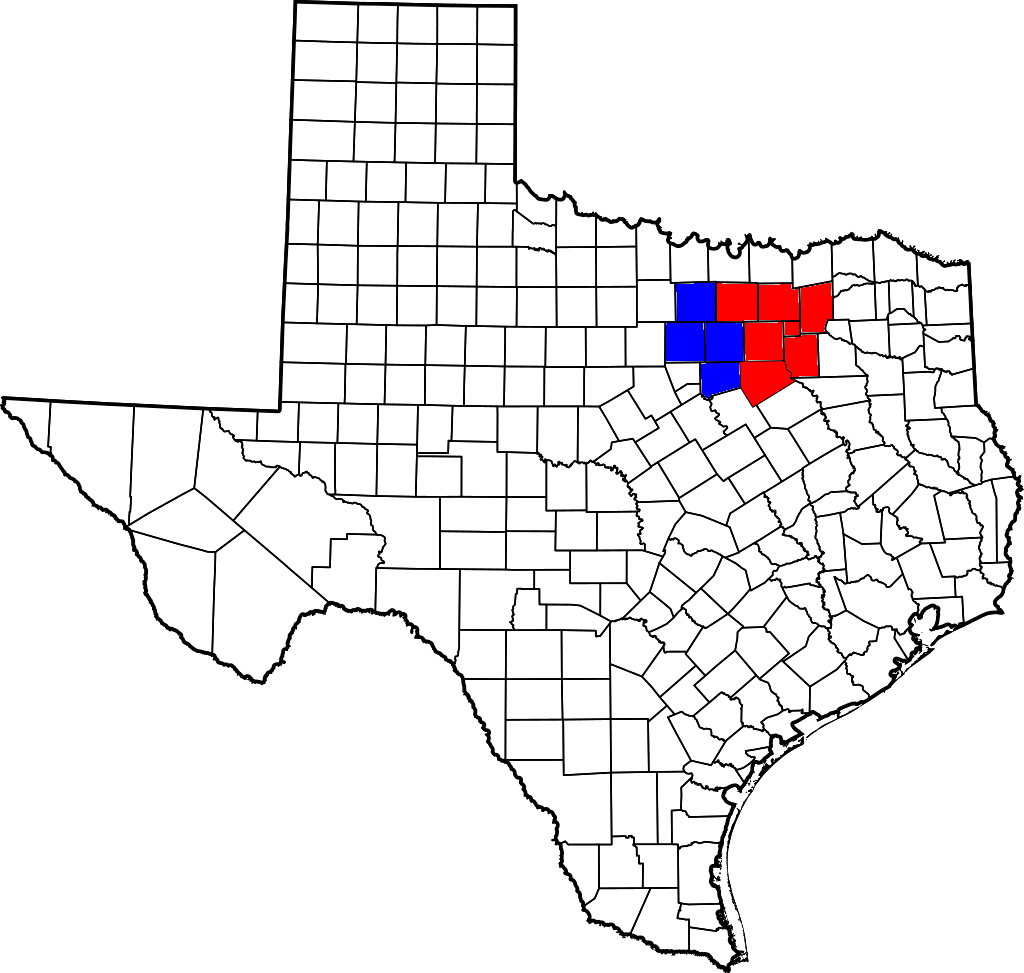
De ligging in Texas

Het Dallas–Fort Worth–Arlington stedelijke gebied, omvat 12 county's binnen de staat Texas. Dit stedelijke gebied is verder onderverdeeld in: Dallas–Plano–Irving en Fort Worth–Arlington. Inwoners refereren aan het gebied als The Metroplex.
Volgens de North Central Texas Council of Governments heeft dit gebied ongeveer 6.538.850 inwoners. Dallas–Fort Worth–Arlington is het grootste stedelijke gebied in Texas en een van de grootste in de Verenigde Staten.